# Schlitters
Schlitters ist eine Gemeinde und ein Dorf mit 1571 Einwohnern (Stand 1. Jänner 2024) im Zillertal und gehört zum Bezirk Schwaz in Tirol (Österreich).

## Geographie

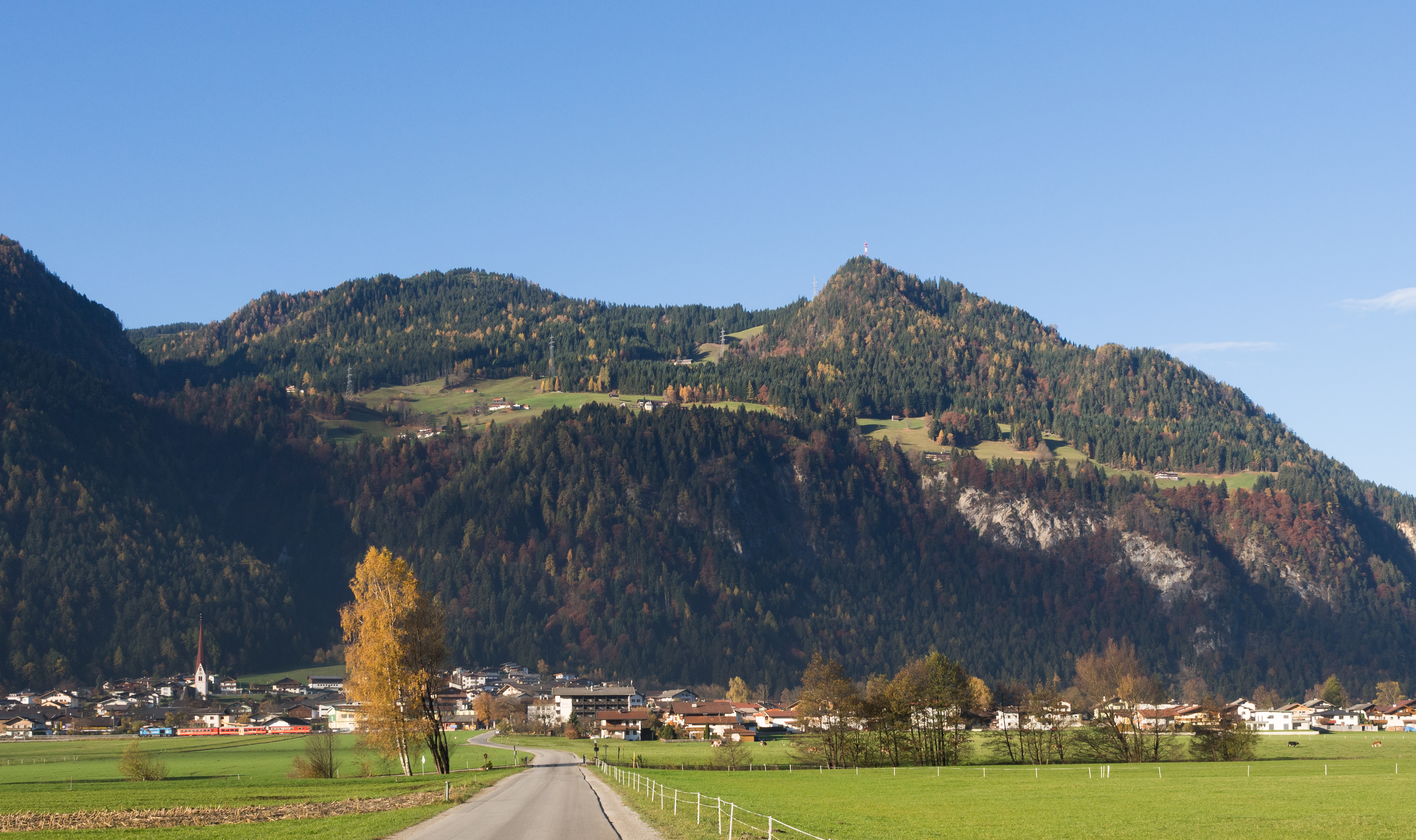
Schlitters mit Schlitterberg und dem Larchkopf

Das Haufendorf Schlitters liegt auf dem Murkegel des Öxlbachs im vorderen Zillertal. Zur Gemeinde gehört auch der Ortsteil Schlitterberg, etwa 400 m oberhalb, zu erreichen von Rotholz im Inntal. Die Grenze im Osten wird von der Ziller gebildet. Von diesen 530 Meter über dem Meer steigt das Gebiet nach Westen auf über 1700 Meter an. Die Gemeinde hat eine Größe von zehn Quadratkilometer. Davon ist mehr als die Hälfte bewaldet, etwa ein Drittel wird landwirtschaftlich genutzt.

### Gemeindegliederung
| Katastralgemeinden     | Ortschaften in der Gemeinde                                               |
| ---------------------- | ------------------------------------------------------------------------- |
| Schlitters (10,36 km²) | Schlitters (D) Astholz (ZH) Schlitterberg (ZH) Schlitterer Fügenberg (ZH) |
| Legende                |                                                                           |

| In der Spalte Katastralgemeinden sind sämtliche Katastralgemeinden einer Gemeinde angeführt. In der Klammer ist die jeweilige Fläche in km² angegeben. |
| In der Spalte Ortschaften sind sämtliche von der Statistik Austria erfassten Siedlungen, die auch eine eigene Ortschaftskennziffer aufweisen, angeführt. In der Hierarchieebene derselben Spalte, rechts eingerückt, werden nur Ansiedlungen, die mindestens aus mehreren Häusern bestehen, dargestellt. Die wichtigsten der verwendeten Abkürzungen sind: - M = Hauptort der Gemeinde - Stt = Stadtteil - R = Rotte - W = Weiler - D = Dorf - ZH = Zerstreute Häuser - Sdlg = Siedlung - Hgr = Häusergruppe - E = Einzelgehöft (nur wenn sie eine eigene Ortschaftskennziffer haben) Die komplette Liste der Statistik Austria ist in: Topographische Siedlungskennzeichnung nach STAT Zu beachten ist, dass manche Orte unterschiedliche Schreibweisen haben können. So können sich Katastralgemeinden anders schreiben als gleichnamige Ortschaften bzw. Gemeinden. Quelle: Statistik Austria – |

Die Gemeinde liegt im Gerichtsbezirk Zell am Ziller.

### Nachbargemeinden
|               | Strass im Zillertal                         |                 |
| Buch in Tirol | Kompassrose, die auf Nachbargemeinden zeigt | Bruck am Ziller |
| Gallzein      | Fügenberg                                   | Fügen           |

## Geschichte
Der Ortsname wird auf eine vorrömische Besiedlung zurückgeführt. Erstmals urkundlich erwähnt wird Schlitters in Aufzeichnungen der erzbischöflichen Kirche Salzburg als „Slitteres in Cilari valleę“ im Jahr 931. Nach dieser Urkunde übergab der Erzbischof von Salzburg Besitzungen an Rafold aus dem Geschlecht der Edlen von Schlitters. Diese brachten es zu großem Grundbesitz in Tirol.
Eine dem hl. Martin geweihte Kirche wird erstmals 1330 urkundlich nachgewiesen. Eine zweite Kirche wird um 1500 erwähnt. Während der Großteil des Zillertales zum Erzbistum Salzburg gehörte, war Schlitters ein Teil von Tirol.
Im Jahr 1470 entstand unter Erzherzog Sigismund aus einem Staubereich des Inn der Schlitterer See als Fischteich. Dieser ist noch heute als Badesee erhalten.
Der Abbau von Silber und Kupfer brachte dem Ort vom 15. bis zum 17. Jahrhundert einen gewissen Wohlstand.
Unter Joseph II. wird die zweite Kirche, die dem hl. Severin geweiht war, geschlossen und 1809 von den Bayern niedergebrannt. Das Material der Ruine wird 1833 zum Bau des Schulhauses verwendet. Im Jahr 1891 wird Schlitters eine eigenständige Pfarre.
Den Grundstein für den heutigen Fremdenverkehr im Zillertal legten Folklore-Sänger, die in der zweiten Hälfte des 19. Jahrhunderts in den Vereinigten Staaten von Amerika auftraten.

### Bevölkerungsentwicklung
| Schlitters: Einwohnerzahlen von 1869 bis 2024       | Schlitters: Einwohnerzahlen von 1869 bis 2024 | Schlitters: Einwohnerzahlen von 1869 bis 2024 | Schlitters: Einwohnerzahlen von 1869 bis 2024 | Schlitters: Einwohnerzahlen von 1869 bis 2024 |
| --------------------------------------------------- | --------------------------------------------- | --------------------------------------------- | --------------------------------------------- | --------------------------------------------- |
| Jahr                                                |                                               |                                               |                                               | Einwohner                                     |
| 1869                                                | 1869                                          |                                               | 494                                           | 494                                           |
| 1880                                                | 1880                                          |                                               | 497                                           | 497                                           |
| 1890                                                | 1890                                          |                                               | 487                                           | 487                                           |
| 1900                                                | 1900                                          |                                               | 490                                           | 490                                           |
| 1910                                                | 1910                                          |                                               | 495                                           | 495                                           |
| 1923                                                | 1923                                          |                                               | 500                                           | 500                                           |
| 1934                                                | 1934                                          |                                               | 466                                           | 466                                           |
| 1939                                                | 1939                                          |                                               | 683                                           | 683                                           |
| 1951                                                | 1951                                          |                                               | 663                                           | 663                                           |
| 1961                                                | 1961                                          |                                               | 714                                           | 714                                           |
| 1971                                                | 1971                                          |                                               | 827                                           | 827                                           |
| 1981                                                | 1981                                          |                                               | 937                                           | 937                                           |
| 1991                                                | 1991                                          |                                               | 1.013                                         | 1.013                                         |
| 2001                                                | 2001                                          |                                               | 1.276                                         | 1.276                                         |
| 2011                                                | 2011                                          |                                               | 1.377                                         | 1.377                                         |
| 2021                                                | 2021                                          |                                               | 1.521                                         | 1.521                                         |
| 2024                                                | 2024                                          |                                               | 1.571                                         | 1.571                                         |
| Quelle(n): Statistik Austria, Gebietsstand 1.1.2021 |                                               |                                               |                                               |                                               |

## Kultur und Sehenswürdigkeiten

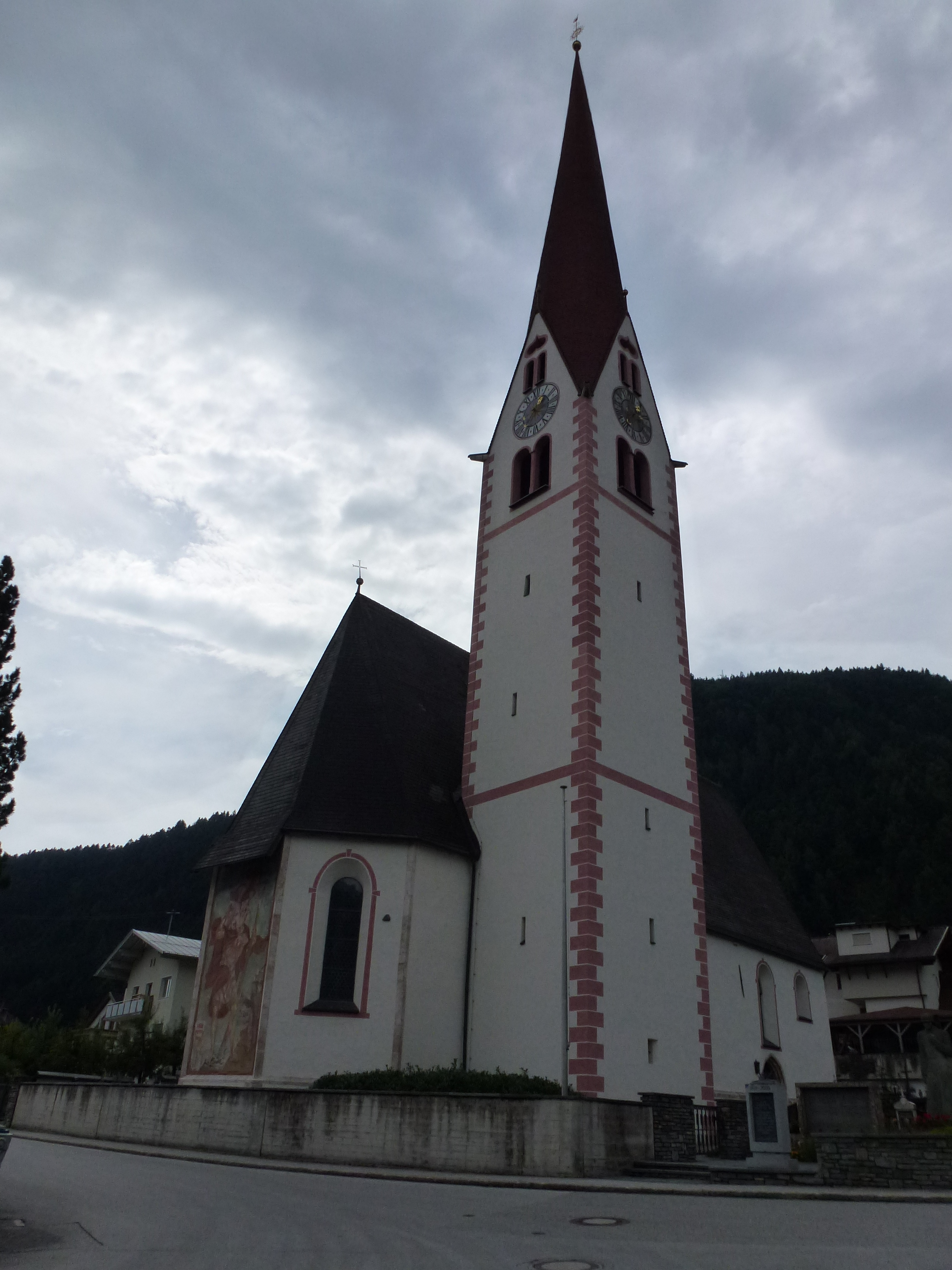
Pfarrkirche Schlitters

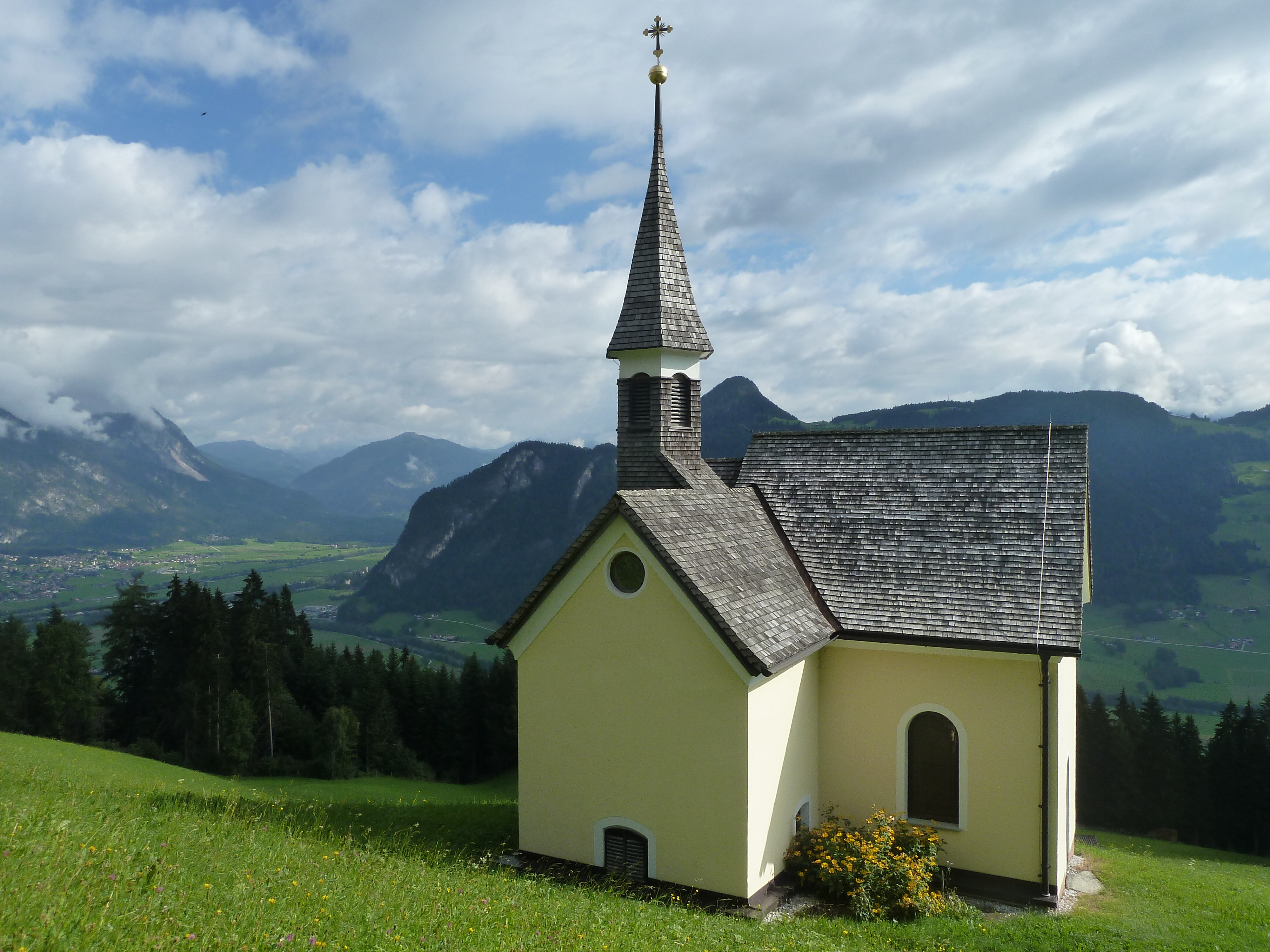
Margreiterkapelle

- Katholische Pfarrkirche Schlitters hl. Martin
- Margreiterkapelle

## Wirtschaft und Infrastruktur
Am ebenen Talboden wird intensive Landwirtschaft betrieben. ES gibt mehrere Gewerbebetriebe.

### Arbeitsplätze und Pendler
- Arbeitsplätze: Von den 350 Arbeitsplätzen in Schlitters entfallen zwölf Prozent auf die Landwirtschaft, fünfzehn Prozent auf den Produktionssektor und über siebzig Prozent auf Dienstleistungen. Der größte Arbeitgeber im Produktionssektor ist der Bereich Herstellung von Waren, im Dienstleistungssektor sind es der Handel sowie Beherbergung und Gastronomie (Stand 2011).[4]
- Berufspendler: Im Jahr 2011 lebten rund 700 Erwerbstätige in Schlitters. Davon arbeiteten 150 in der Gemeinde, mehr als drei Viertel pendelten aus.[5]

| In den Jahren 2010 bis 2019 gab es 36.000 bis 50.000 Übernachtungen in Schlitters. Diese teilen sich auf zwei Saisonen auf, wobei die Wintersaison etwas stärker ist. Schlitters ist verkehrsmäßig über die Zillertalstraße und die Zillertalbahn mit einer Haltestelle angebunden. Ein Radweg Richtung Mayrhofen führt am Schlitterer See vorbei. | Hier fehlt eine Grafik, die leider im Moment aus technischen Gründen nicht angezeigt werden kann. Wir arbeiten daran! |

## Politik

### Gemeinderat
Die Gemeinderat hat 13 Mitglieder.
- Mit den Gemeinderats- und Bürgermeisterwahlen in Tirol 1998 hatte der Gemeinderat folgende Verteilung: 11 Gemeinsam für Schlitters und 2 Allgemeine Dorfliste.[7]
- Mit den Gemeinderats- und Bürgermeisterwahlen in Tirol 2004 hatte der Gemeinderat folgende Verteilung: 13 Gemeinsam für Schlitters mit Bürgermeister Friedl Abendstein.[8]
- Mit den Gemeinderats- und Bürgermeisterwahlen in Tirol 2010 hatte der Gemeinderat folgende Verteilung: 13 Gemeinsam für Schlitters mit Bürgermeister Friedl Abendstein.[9]
- Mit den Gemeinderats- und Bürgermeisterwahlen in Tirol 2016 hatte der Gemeinderat folgende Verteilung: 13 Gemeinsam für Schlitters mit Bürgermeister Friedl Abendstein.[10]
- Mit den Gemeinderats- und Bürgermeisterwahlen in Tirol 2022 hat der Gemeinderat folgende Verteilung: 6 Wir für Schlitters (WFS), 4 Mehr für Schlitters (MEHR), 2 Frischer Wind für Schlitters Team Thomas Fankhauser (FWS) und 1 Menschen Freiheit Grundrechte (MFG).[11]

### Bürgermeister
- bis 2022 Friedl Abendstein[12]
- seit 2022 Josef Wibmer

### Wappen
Das 1956 verliehene Gemeindewappen zeigt einen stilisierten silbernen Schlitten in rotem Feld. Dabei handelt es sich um das Siegel der 1275 ausgestorbenen Ritter von Schlitters, das gleichzeitig als redendes Wappen dient.

## Persönlichkeiten

### Söhne und Töchter der Gemeinde
- Michael Rieser (1828–1905), Maler
- Alfons Huber (1834–1898), Historiker
- Albin Moroder (1922–2007), Bildhauer
- Markus Wildauer (* 1998), Radrennfahrer